# Supressão do pensamento
A supressão do pensamento é um mecanismo de defesa psicológica. É um tipo de esquecimento motivado em que um indivíduo conscientemente tenta parar de pensar sobre um pensamento específico. É frequentemente associado ao transtorno obsessivo-compulsivo (TOC). TOC é quando uma pessoa tenta repetidamente (geralmente sem sucesso) prevenir ou "neutralizar" pensamentos intrusivos angustiantes centrados em uma ou mais obsessões. Também é pensado para ser uma causa de inibição da memória, como mostrado por pesquisas usando o paradigma pensar/não pensar. A supressão do pensamento é relevante para os níveis mental e comportamental, possivelmente levando a efeitos irônicos que são contrários à intenção. A teoria do processo irônico é um modelo cognitivo que pode explicar o efeito paradoxal.
Quando um indivíduo tenta suprimir pensamentos sob uma alta carga cognitiva, a frequência desses pensamentos aumenta e se torna mais acessível do que antes. Evidências mostram que as pessoas podem evitar que seus pensamentos sejam traduzidos em comportamento quando o automonitoramento é alto; isso não se aplica a comportamentos automáticos, porém, e pode resultar em ações latentes e inconscientes. Esse fenômeno é paradoxalmente agravado pelo aumento da quantidade de distrações que uma pessoa tem, embora os experimentos nessa área possam ser criticados por usar tarefas simultâneas impessoais, que podem ou não refletir adequadamente processos naturais ou diferenças individuais.

## Trabalho empírico, década de 1980
Para que a supressão do pensamento e sua eficácia fossem estudadas, os pesquisadores tiveram que encontrar métodos para registrar os processos que ocorrem na mente. Um experimento desenhado com este propósito foi realizado por Wegner, Schneider, Carter & White. Eles pediram aos participantes que evitassem pensar em um alvo específico (por exemplo, um urso-polar) por cinco minutos, mas se o fizessem, eles deveriam tocar uma campainha. Depois disso, os participantes foram informados de que, durante os próximos cinco minutos, deveriam pensar no alvo. Houve evidências de que pensamentos indesejados ocorreram com mais frequência naqueles que usaram a supressão de pensamentos em comparação com aqueles que não usaram. Além disso, também houve evidências de que, durante o segundo estágio, aqueles que usaram a supressão de pensamentos tiveram uma frequência maior de pensamentos-alvo do que aqueles que não usaram a supressão de pensamentos; mais tarde cunhou o efeito rebote. Este efeito foi replicado e pode até ser feito com alvos implausíveis, como o pensamento de um "coelho verde". A partir dessas implicações, Wegner eventualmente desenvolveu a "teoria do processo irônico".